# Tichorezk
Tichorezk (russisch Тихорецк; ukrainisch Тихорєцьк (Tychorezk)) ist eine russische Kreisstadt mit 61.823 Einwohnern (Stand 14. Oktober 2010). Verwaltungsmäßig gehört sie zur Region Krasnodar in Südrussland.

## Geographie
Tichorezk befindet sich 136 km nordöstlich der Regionshauptstadt Krasnodar. Bei der Stadt kreuzen sich die Bahnstrecken Rostow–Baku und Wolgograd–Noworossijsk.

## Geschichte
1874 wurde der Bahnhof Tichorezk gebaut und nach der Siedlung Tichorezkaja benannt, auf deren Gebiet er lag (heute Krasnooktjabrskaja). 1895 wurde der Weiler Tichorezki im Gebiet der Siedlung Tichorezkaja gegründet, 1899 wurde dort eine Werkstatt zur Reparatur von Dampfmaschinen eingerichtet.
1922 erhielt Tichorezk den Status einer Stadt, 1924 wurde es Bezirkshauptstadt.

### Bevölkerungsentwicklung
| Jahr | Einwohner |
| ---- | --------- |
| 1939 | 36.741    |
| 1959 | 49.658    |
| 1970 | 60.141    |
| 1979 | 63.842    |
| 1989 | 67.105    |
| 2002 | 65.005    |
| 2010 | 61.823    |

## Wirtschaft
Heute ist Tichorezk sowohl Landwirtschaftszentrum als auch Industriestadt, unter anderem mit Maschinenbau, Leicht- und Nahrungsmittelindustrie. Hier befindet sich außerdem ein Verknüpfungspunkt mehrerer Erdöl-Pipelines.
Nordwestlich der Stadt befindet sich das russische Munitionsdepot Tichorezk, in welchem es nach einem ukrainischen Drohnenangriff im September 2024 zu Explosionen kam.

## Persönlichkeiten
- Dmitri Koslow (1919–2009), Luft- und Raumfahrtingenieur
- Daniil Fomin (* 1997), Fußballspieler